# Sulbactam
Sulbactam là một chất ức chế beta-lactamase. Thuốc này được sử dụng kết hợp với kháng sinh beta-Lactam để ức chế beta-Lactamase, một loại enzyme được sản xuất bởi vi khuẩn phá hủy kháng sinh.
Nó đã được cấp bằng sáng chế vào năm 1977 và được chấp thuận cho sử dụng y tế vào năm 1986.

## Sử dụng trong y tế
Sulbactam có thể ức chế các dạng phổ biến nhất của Beta-lactamase phổ biến nhất nhưng không có khả năng tương tác với cephalosporinase của AmpC. Do đó, nó bảo vệ rất ít chống lại vi khuẩn như Pseudomonas aeruginosa, Citrobacter, Enterobacter và Serratia, thường biểu hiện gen này.
Ở Hoa Kỳ, sulbactam được kết hợp để tạo thành ampicillin/sulbactam. Nó có một số hoạt động kháng khuẩn khi dùng một mình, nhưng nó quá yếu để có bất kỳ tầm quan trọng lâm sàng nào. Việc sử dụng nó ở Anh được giới hạn trong các bệnh viện.
Sự kết hợp cefoperazon/sulbactam (Sulperazon) có sẵn ở nhiều quốc gia.
Gần đây, việc sử dụng nó trong điều trị nhiễm trùng huyết Acinetobacter đang nhận được sự quan tâm mới.

## Cơ chế
Sulbactam là một chất ức chế không thể đảo ngược của-lactamase; nó liên kết với enzyme và không cho phép nó làm giảm kháng sinh.